# 志葉玲
志葉 玲（しば れい、英語: Rei Shiba / Rei Shiva 、1975年 - ）は、日本のジャーナリスト。

## 人物・来歴
東京都生まれ。1997年帝京大学法学部卒業後、番組制作会社でディレクターとして勤務した後、2001年からジャーナリストや市民活動家として活動を行っている。2002年1月から「志葉玲」というペンネームを使用するようになる。イラクやパレスチナでの取材の他、国内での地球温暖化対策や原発関係の取材、日本の難民受け入れや収容等の入管問題も取材している。2022年4月にウクライナでの現地取材を行う。Yahoo!ニュース エキスパート、SPA!、東京新聞などでの記事執筆や講演活動をしている。
市民活動家としては、イラク戦争勃発直後である2003年3月22日から4月6日までイラクの首都のバグダードのドーラ浄水場においていわゆる「人間の盾」として滞在し、
2009年11月から、イラク戦争の検証を求めるネットワークの事務局長として、英国のイラク戦争検証委員会をモデルとした、日本のイラク戦争支持の是非等の検証を日本政府に求める活動を行った、また、「武器輸出反対ネットワーク」においては特に日本企業によるイスラエルに対する武器の生産に関連する科学技術の輸出に反対する政治活動を行っているていた。
増山麗奈と結婚したが、2022年6月に離婚した。

## 著書
- たたかう! ジャーナリスト宣言―ボクの観た本当の戦争（社会批評社、2007年）
- 川田龍平いのちを語る（写真 明石書店、2007年）
- ガザ通信（写真 青土社、2009年）
- イラク戦争を検証するための20の論点（共著 合同出版、2011年）
- 原発依存国家（共著 扶桑社新書、2013年）
- 13歳からの環境問題ー「気候正義」の声を上げ始めた若者たち（かもがわ出版、2020年）
- 難民鎖国ニッポンーウィシュマさん事件と入管の闇（かもがわ出版、2022年　深読みNowシリーズ2）
- ウクライナ危機から問う日本と世界の平和：戦場ジャーナリストの提言（あけび書房、2022年）